# Адріан Агрест
Адріан Агрест — головний герой мультсеріалу Леді Баг і Супер Кіт, режисера та сценариста Томаса Астрюка. Він французький підліток, який багато років навчався вдома. Його батько відомий модельєр Габріель Агрест, з яким у нього доволі складні стосунки. Після того як Майстер Фу довірив йому бути володарем талісмана чорного кота, життя хлопця змінилося. Після перетворення у супергероя він стає Супер котом.
Чарівна істота на ім'я Плагг допомагає Адріану у перетворенні в Супер Кота.

## Зовнішність
Адріан Агрест — стрункий блондин з зеленим кольором очей, його зріст 150 см.
У повсякденному житті він носить сині штани, чорну футболку з трьома горизонтальними лініями жовтого,зеленого та фіолетового кольору, поверх футболки одягнена біла сорочка з кишенею, на ногах оранжеві кеди.

## Озвучування та дубляж
| Персонаж      | Оригінал         | Англійський дубляж | Український дубляж студії «1+1»                        |
| ------------- | ---------------- | ------------------ | ------------------------------------------------------ |
| Адріан Агрест | Бенджамін Боллен | Брюс Папенбрук     | Олександр Солодкий (діалоги) Павло Скороходько (вокал) |

## Супергерой
| Ім'я власника | Ім'я Квамі    | Ім'я супергероя | Перша поява                                            |
| ------------- | ------------- | --------------- | ------------------------------------------------------ |
| Адріан Агрест | Плагг         | Супер-Кіт       | Буря                                                   |
| Адріан Агрест | Аква-Плагг    | Аква-Кіт        | Сирена                                                 |
| Адріан Агрест | Морозо-Плагг  | Льодо-Кіт       | Льодовик                                               |
| Адріан Агрест | Тіккі         | Містер Баг      | Дзерлялька                                             |
| Адріан Агрест | Сасс          | Аспік           | Безнадія                                               |
| Адріан Агрест | Плагг і Сасс  | Кіт-Плазун      | Королева Талісманів. Битва за Талісмани. Частина друга |
| Адріан Агрест | Астро-Плагг   | Астро-Кіт       | Леді Баг і Супер Кіт. Нью-Йорк: Згуртовані герої       |
| Адріан Агрест | Плагг         | Котоходець      | Куро-Неко                                              |
| Адріан Агрест | Плагг і Флафф | Чорний Кролик   | Еволюція                                               |

## Характер
Адріан доволі сором'язливий та дуже добрий персонаж, який сильно дорожить своїми друзями, але він не може протистояти своєму батьку, якому не важлива думка сина.
Супер Кіт – відкритий та легковажний, часто жартує на відміну від Леді Баг, яка постійно старається бути серйозною, оскільки віднедавна вона є хранителькою чарівної скриньки з талісманами.